# Teorema de Tíjonov
En topología, el teorema de Tíjonov establece que el producto de cualquier colección de espacios topológicos compactos es compacto.
El teorema se nombró así por Andréi Nikoláyevich Tíjonov, quien lo probó por primera vez en 1930 para potencias del intervalo unitario cerrado y lo generalizó en 1935 resaltando que la prueba era la misma que para el caso especial. La prueba más reciente que se publicó está contenida en un artículo de 1937 de Eduard Čech.
Varios textos identifican el teorema de Tíjonov como el resultado más importante en topología general [Willard, p. 120]; otros también incluyen el lema de Urysohn que debe su nombre a Pável Urysón.

## Definición
El teorema depende crucialmente de las definiciones precisas de compacidad y de la topología producto; de hecho, el artículo de Tíjonov de 1935 define la topología producto por primera vez.
De hecho, la definición de Heine-Borel de compacidad —que cada cubierta de un espacio por conjuntos abiertos admite una subcubierta finita— es relativamente reciente. Más popular en los siglos XIX y principios del XX fue el criterio de Bolzano-Weierstrass de que cada sucesión admite una subsucesión convergente, ahora llamado compacidad secuencial. Estas condiciones son equivalentes para espacios metrizables, pero ninguna implica la otra sobre la clase de todos los espacios topológicos.
Es casi trivial probar que el producto de dos espacios compactos secuenciales compacto secuencialmente —uno pasa a una subsucesión para el primer componente y entonces a una subsucesión para el segundo componente. Un argumento más elaborado de diagonalización establece la compacidad secuencial de un producto contable de espacios compactos secuenciales. Sin embargo, el producto de un número no contable de copias del intervalo unitario cerrado falla en ser compacto secuencialmente.
Esta es una falla crítica: si X es un espacio completamente regular de Hausdorff, existe un encaje natural desde X hacia [0,1]. La compacidad de [0,1]C(X,[0,1]) muestra que cada espacio regular completamente de Hausdorff se embebe en un espacio espacio compacto de Hausdorff (o puede ser "compactificado"). Esta construcción no es otra que la compactificación de Stone–Čech. Inversamente, todos los subespacios de espacios compactos de Hausdorff son regulares completamente de Hausdorff, así que esto caracteriza los espacios regulares completamente de Hausdorff como aquellos que pueden ser compactificados. Tales espacios son llamados ahora espacios de Tíjonov.

## Aplicaciones
El teorema de Tíjonov también se usa en la prueba del teorema de Banach-Alaoglu y en el teorema de Arzelá-Ascoli. Como una regla inquebrantable, cualquier clase de construcción que toma como entrada un objeto general (del tipo algebraico o topológico-algebraico) y sale un espacio compacto es posible que use a Tíjonov: es decir, el espacio de Gelfand, el espacio de Stone, el espectro de Berkovich.

## Pruebas del teorema de Tíjonov
1) En la prueba de Tíjonov de 1930 se usó el concepto de punto de acumulación.
2) El teorema es un corolario del teorema de subbase de Alexander.
Pruebas más modernas han sido motivadas por las siguientes consideraciones: la aproximación a la compacidad por medio de la convergencia de subsucesiones nos lleva a una prueba simple y transparente en el caso de conjuntos de índices contables. Sin embargo, la aproximación a la convergencia en un espacio topológico usando sucesiones es suficiente cuando el espacio satisface el primer axioma de numerabilidad (como lo hacen los espacios metrizables), pero generalmente no de otra forma. Pero el producto de varios espacios metrizables no contables, cada cual al menos con dos puntos, falla al ser primero contable. Así que es natural esperar que una noción de convergencia en espacios arbitrarios nos lleve a un criterio de compacidad generalizando compacidades secuenciales en espacios metrizables que sea fácil de aplicar para deducir la compacidad de productos. Este ha resultado ser el caso.
3) La teoría de convergencia por medio de filtros, debida a Henri Cartan y desarrollada por Bourbaki en 1937, lleva al siguiente criterio: asumiendo el lema de ultrafiltro, un espacio es compacto si y solo si cada ultrafiltro sobre el espacio converge. Con esto en mente, la prueba es sencilla: la (el filtro generado por) imagen de un ultrafiltro sobre el espacio producto bajo cualquier mapa de proyección en el espacio factor, el cual converge, hacia al menos una x_i. Uno muestra entonces que el ultrafiltro original converge hacia  x= (x_i).
Munkres da en su libro de texto una versión de la prueba de Cartan-Bourbaki que no usa explícitamente lenguaje de filtros.
4) Similarmente, la teoría de Moore-Smith de la convergencia por medio de redes, como suplemento de la noción de Kelley de una red universal, lleva al criterio de que un espacio es compacto si y solo si cada red universal sobre el espacio converge.
5) Una prueba usando redes pero no redes universales fue dada en 1992 por Paul Chernoff.

## El teorema de Tíjonov y los axiomas de elección
Todas las pruebas de arriba usan el axioma de elección (AE) en alguna forma. Por ejemplo, la segunda prueba dice que cada filtro está contenido en un ultrafiltro (es decir, filtro maximal), y esto se ve al invocar el lema de Zorn. Este lema también se usa para probar el teorema de Kelley, de que cada red tiene una subred universal. De hecho estos usos de AE son esenciales: en 1950 Kelley probó que el teorema de Tíjonov implica el axioma de elección. Note que una formulación de AE es que el producto cartesiano de una familia no vacía de conjuntos es no vacía; pero ya que el conjunto vacío es ciertamente compacto, la prueba no puede proceder en esa línea directa. De esta forma el teorema de Tíjonov une varios teoremas básicos siendo equivalente a AE.
Por otra parte, que cada filtro está contenido en un ultrafiltro no implica AE. No es difícil ver que esto es equivalente al teorema Booleano del primo ideal, un punto intermedio entre los axiomas de Zermelo-Fraenkel de la teoría de conjuntos y la teoría de Zermelo-Fraenkel aumentada por el axioma de elección (ZFE). Un primer vistazo a la segunda prueba de Tychnoff puede sugerir que la prueba no usa más que el teorema Booleano, en contradicción con lo de arriba. Sin embargo, los espacios en los cuales cada filtro convergente tiene un límite único son precisamente los espacios de Hausdorff. En general debemos elegir, para cada elemento del conjunto de índices, un elemento del conjunto no vacío de límites de la base proyectada de ultrafiltros, y por supuesto se usa AE. También se muestra que la compacidad del producto de espacios compactos de Hausdorff puede probarse usando el teorema Booleano, y el inverso también se cumple. Estudiando la fuerza del teorema de Tíjonov para varias clases restringidas de espacios es un área activa en la topología de conjuntos.
El análogo del teorema de Tíjonov en topología sin puntos no requiere ninguna forma del axioma de elección.

## Demostración del teorema de Tíjonov
Para probar el teorema de Tíjonov, haremos uso del teorema de la subbase de Alexander.
Queremos demostrar que el producto cartesiano de cualquier colección de espacios topológicos compactos es compacto. Es decir, {\displaystyle X=\prod _{i\in I}X_{i}} es compacto, si y solo si {\displaystyle X_{i}} es compacto para toda {\displaystyle i\in I}.
Demostración: Si {\displaystyle X} es compacto, entonces la proyección {\displaystyle P_{\alpha }:\prod _{s}X_{s}\rightarrow X_{\alpha }}, que es continua y sobreyectiva, implica que la imagen {\displaystyle P_{\alpha }X=X_{\alpha }} es compacta.
Sea {\displaystyle (X_{\alpha },\tau _{\alpha })} compacta para cada {\displaystyle \alpha \in I}. Sabemos que {\displaystyle S=\{P_{\alpha }^{-1}(V)|\alpha \in I,V\in \tau _{\alpha }\}} es una subbase para la topología producto {\displaystyle \tau } en {\displaystyle X=\prod _{i\in I}}.
Por el teorema de la subbase de Alexander, {\displaystyle X} es compacto si y sólo si toda cubierta {\displaystyle U\subset S} de {\displaystyle X} es cubierta por subbásicos, entonces tiene subcubierta finita. Para probar esto por contradicción,
...